# Khalid Boulami
Khalid Boulami (7 d'agost, 1969) és un ex atleta marroquí especialista en proves de fons.
El seu major èxit fou una medalla de bronze a la prova de 5.000 metres als Jocs Olímpics d'Atlanta de 1996.
És el germà gran del també atleta Brahim Boulami.

## Resultats
- 1997 Campionat del Món -  plata (5000 m)
- 1997 Final Grand Prix IAAF -  or (5000 m)
- 1996 Jocs Olímpics -  bronze (5000 m)
- 1995 Campionat del Món -  plata (5000 m)
- 1995 Final Grand Prix IAAF -  bronze (3000 m)
- 1994 Final Grand Prix IAAF -  plata (5000 m)
- 1994 Jocs de la Francofonia -  bronze (10.000 m)

## Millors marques
- 3000 metres - 7:30.99 (1997)
- 5000 metres - 12:53.41 (1997)